# Parafia Świętych Piotra i Pawła w Osłej
Parafia Świętych Piotra i Pawła w Osłej – parafia rzymskokatolicka w dekanacie Bolesławiec Wschód w diecezji legnickiej. Erygowana w 1958 roku.
Obsługiwana przez księży archidiecezjalnych. Jej proboszczem jest ks. mgr Jan Trznadel.